# Analgetikum

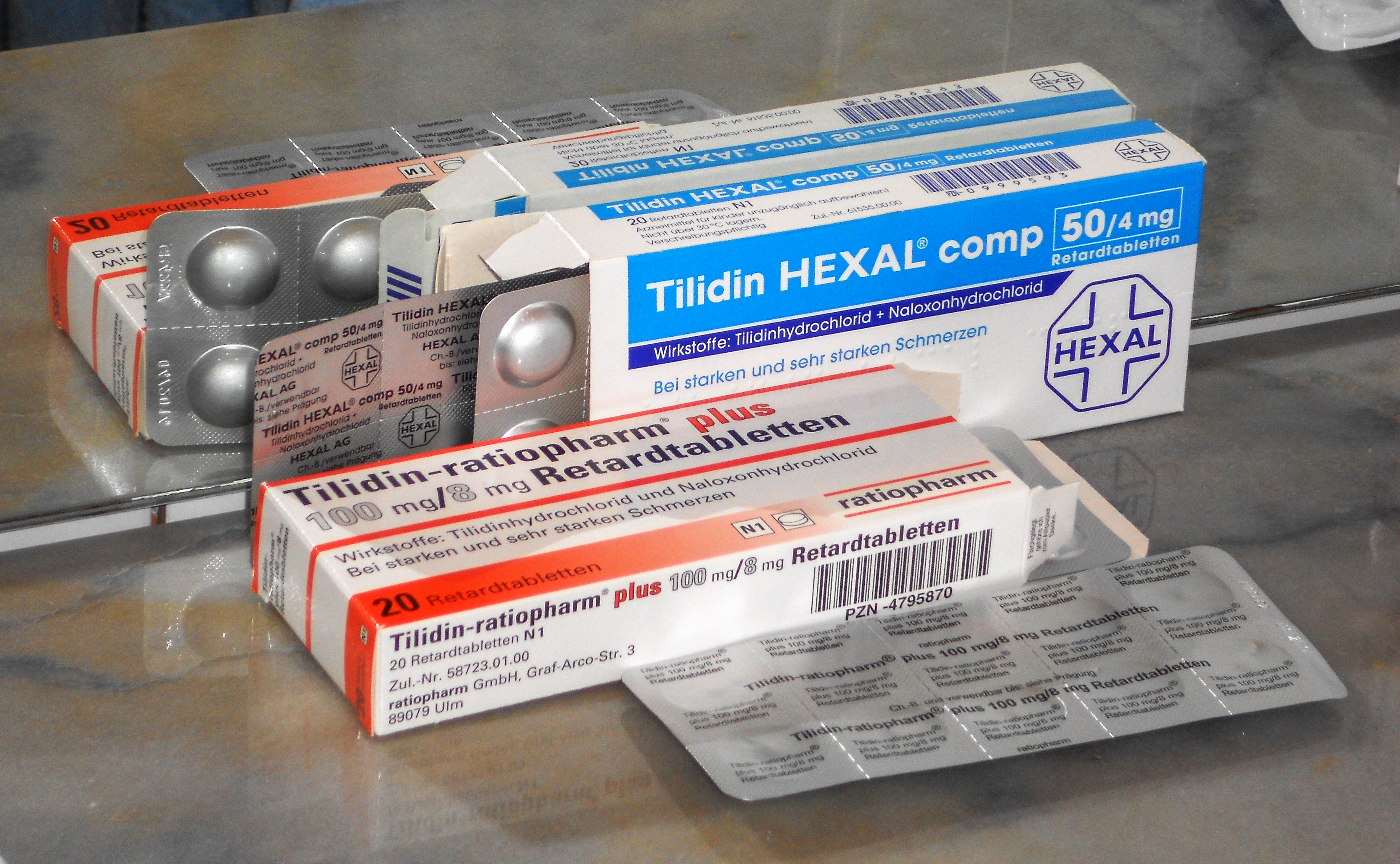
Ilustrativní fotografie analgetik

Jako analgetikum se označuje jakákoli látka z rozmanité skupiny léčiv používaných k úlevě od bolesti a k dosažení analgesie (tj. stav bez bolesti). Pojmenování je odvozeno od řeckého an- (bez, beze) a algia (bolest). Analgetika účinkují rozdílnými způsoby na periferní a centrální nervový systém. Řadíme mezi ně paracetamol, nesteroidní antiflogistika (NSAID) jako salicyláty, narkotika jako morfin, syntetická léčiva s narkotickým účinkem jako tramadol a různé jiné.
Některé ostatní skupiny léčiv, jež se normálně nepovažují za analgetika, jsou používány k léčbě neuropatických bolestivých syndromů. Jsou to např. tricyklická antidepresiva a antikonvulziva.

## Paracetamol a NSAID
Přesný mechanismus účinku paracetamolu je nejistý, ale ukazuje se, že účinkuje centrálně. Kyselina acetylsalicylová a NSAID inhibují cyklooxygenázu, což vede ke snížení produkce prostaglandinů. To mírní bolest a rovněž zánět (oproti paracetamolu a opioidům). Paracetamol má jen málo vedlejších účinků, při vyšším dávkování je však hepatotoxický (poškozuje játra). NSAID mohou způsobit náchylnost k peptickým vředům, selhání ledvin, alergickým reakcím a ztrátě sluchu. Mohou rovněž zvýšit krvácivost ovlivněním funkce krevních destiček. Použití kyseliny acetylsalicylové u dětí pod 16 let trpících virovým onemocněním může přispět k Reyově syndromu.
NSAID působí analgeticky již v nižších dávkách, ve kterých se ještě neprojevuje jejich protizánětlivý (antiflogistický) účinek. Často se předepisují místo analgetik, což však odborníci na léčbu bolesti považují za nesprávný postup (z důvodu nežádoucích účinků).

## Opioidy a deriváty morfinu (analgetika anodyna)
Morfin, typický opioid, a mnohé další substance (jako pethidin, oxykodon, hydrokodon, diamorfin) všechny mají podobný vliv na cerebrální systém opioidových receptorů.
Předpokládá se, že tramadol a buprenorfin jsou částečnými agonisty opioidových receptorů. Dávkování všech opioidů by mělo být limitováno kvůli jejich toxicitě (zmatení, třes, zúžení zornic), ale neexistuje horní hranice pro pacienty, kteří mají na opioidy vytvořenu toleranci.
Opioidy, i přes své velmi efektivní analgetické účinky, mají několik nepříjemných vedlejších účinků. Jeden ze tří pacientů, kteří začínají s léčbou opioidy, mohou zakoušet nevolnost, nutkání zvracet (zpravidla odstraněné podáním antiemetik). Pruritus (svědění) může vyžádat změnu opioidů. Zácpa se objevuje u téměř všech pacientů na opioidech. Většinou se zároveň s nimi předepisují i laxativa (laktulóza, makrogol).
Při správném užívání jsou opioidy a podobná narkotická analgetika bezpečná a účinná a nesou relativně nízké riziko vytvoření závislosti. Občas je požadováno postupné snižování dávky pro vyhnutí se odvykacímu syndromu. Kvůli riziku vzniku závislosti se mnozí lékaři zdráhají opiody pacientům podávat. Tam, kde jejich podání přináší pacientům nespornou úlevu a zlepšení kvality života (např. u onkologických pacientů), je však chybou tyto léky odpírat (srov. paliativní medicína).

## Ostatní látky
Pro pacienty s chronickou nebo neuropatickou bolestí mohou mít rozdílné další látky analgetické vlastnosti. Tricyklická antidepresiva, speciálně amitriptylin, se ukazují pro zlepšení bolesti, jež se zdá být způsobená centrálně. Přesný mechanismus účinku karbamazepinu, gabapentinu a pregabalinu je nejistý, ale tato antikonvulziva se používají k léčení neuropatických bolestí s poměrně slušným úspěchem.

## Formy a použití

### Kombinace
Analgetika jsou často užívána v kombinaci s jinými typy léků, jako např.:
- paracetamol s kodeinem v mnoha přípravcích proti bolesti,
- ibuprofen s pseudoefedrinem (působícím vasokonstrikci) v přípravcích proti chřipce, jako je Modafen nebo Nurofen, nebo
- analgetikum s antihistaminiky pro léčbu alergií.

### Místní analgezie
Místní analgezie je obecně doporučena k omezení systémových vedlejších efektů. Bolestivé klouby (povrchově uložené jako např. kolena nebo prsty rukou, nikoliv např. kyčle) mohou být například ošetřeny NSAID (např. ibuprofenem, ketoprofenem nebo diklofenakem) v gelu, rovněž kapsaicin se užívá místně. Lidokain a steroidy mohou být aplikovány injekčně přímo do bolestivých kloubů pro déle trvající úlevu od bolesti. Lidokain se rovněž používá při bolestivých vředech úst a pro otupění při dentálních a menších zákrocích.

### Psychotropní látky
Tetrahydrokanabinol a ostatní kanabinoidy, ať z konopí setého, nebo syntetické, mají též analgetické vlastnosti, ačkoliv jejich použití je v mnoha zemích ilegální. Další analgetika jsou ketamin (antagonista NMDA receptoru), klonidin a ostatní agonisté adrenergních receptorů.

### Nadměrné používání analgetik
Z hlediska podstaty a funkce fyzické bolesti coby indikátoru a formy zpětné vazby lidského těla na určitou dysfunkci jeho fungování se dá na nadměrné používání analgetik nahlížet jako na potlačení této zpětné vazby a odmítnutí řešit příčiny bolesti, což může vést k mnohem závažnějším zdravotním problémům v budoucnu.